# میمینو
«میمینو» (روسی: Мимино) یک فیلم کمدی است به کارگردانی گیورگی دانلیا که در سال ۱۹۷۷ در اتحاد شوروی تهیه شد.
از بازیگران آن می‌توان به واختانگ کیکابیدزه، فرونزیک مکرتچیان و یوگنی لئونف اشاره کرد.